# Liste der Bodendenkmäler in Warendorf
Die Liste der Bodendenkmäler in Warendorf enthält die denkmalgeschützten unterirdischen baulichen Anlagen, Reste oberirdischer baulicher Anlagen, Zeugnisse tierischen und pflanzlichen Lebens und paläontologischen Reste auf dem Gebiet der Stadt Warendorf im Kreis Warendorf in Nordrhein-Westfalen (Stand: Juli 2018). Diese Bodendenkmäler sind in Teil B der Denkmalliste der Stadt Warendorf eingetragen; Grundlage für die Aufnahme ist das Denkmalschutzgesetz Nordrhein-Westfalen (DSchG NRW).
| Bild | Bezeichnung                                                         | Lage                           | Beschreibung | Bauzeit | Eingetragen seit | Denkmal- nummer |
| ---- | ------------------------------------------------------------------- | ------------------------------ | ------------ | ------- | ---------------- | --------------- |
|      | ehemaliges Kloster Vinnenberg                                       | Milte Beverstrang 37           |              |         |                  | 5               |
|      | Siedlung ältere Kaiserzeit und Mittelalter/frühe Neuzeit            | Einen Einener Dorfbauerschaft  |              |         |                  | 17              |
|      | Marienkirche                                                        | Warendorf Hohe Straße          |              |         |                  | 3               |
|      | Alte Kirche mit Kirchplatz (St. Laurentius)                         | Warendorf Kirchplatz           |              |         |                  | 10              |
|      | Burghaus Bentheim u. nachflg. Franzisk. Kloster                     | Warendorf Klosterstraße 21     |              |         |                  | 12              |
|      | Brunnen (wasserführend)                                             | Warendorf Markt                |              |         |                  | 1               |
|      | Brunnen (trocken)                                                   | Warendorf Markt                |              |         |                  | 2               |
|      | frühmittelalterliche Siedlung                                       | Müssingen                      |              |         |                  | 18              |
|      | Frühmittelalterliches Gräberfeld                                    | Müssingen                      |              |         |                  | 19              |
|      | Eisenzeitliche Siedlung                                             | Müssingen                      |              |         |                  | 20              |
|      | bronzezeitlicher Kreisgrabenfriedhof und Rastplatz ältere Steinzeit | Müssingen                      |              |         |                  | 21              |
|      | jungsteinzeitliche Siedlung und mittelalterliches Gehöft            | Müssingen                      |              |         |                  | 22              |
|      | ehemalige Hofstelle                                                 | Müssingen Müssingen 35         |              |         |                  | 11              |
|      | „Afhüppe Piepenhorst“ mehrperiodiger Siedlungsplatz                 | Warendorf Neuwarendorf         |              |         |                  | 16              |
|      | Teich am Bentheimer Turm                                            | Warendorf Quabbe               |              |         |                  | 7               |
|      | Stadthagen Warendorf                                                | Warendorf Stadthagen Warendorf |              |         |                  | 13              |
|      | Teilbereich Nord-Ost                                                | Warendorf Stadtlandwehr        |              |         |                  | 8               |
|      | Teilbereich Nord                                                    | Warendorf Stadtlandwehr        |              |         |                  | 9               |
|      | Stift Freckenhorst                                                  | Freckenhorst Stiftsmarkt       |              |         |                  | 4               |
|      | „Ohren Becker Esch“ mehrperiodischer Siedlungsplatz                 | Warendorf Velsen               |              |         |                  | 15              |